# Acoperământ de pristol
Acoperământul de pristol sau acoperământul de altar este un obiect textil de cult, confecționat din țesături și broderii, cu dimensiuni, decorații și semnificații distincte, determinate de funcțiile liturgice și caracteristicile corespunzătoare ale pristolului, peste care este așternut.
În funcție de destinația lor, acoperămintele de pristol se împart în două mari categorii: cămașa altarului și trapezoforul. Cămașa altarului - în limba greacă katasarchion - este o pânză albă, așezată direct pe sfânta masă, care simbolizează giulgiul în care a fost înfășurat și înmormântat Isus Hristos. Trapezoforul este un alt acoperământ care se așează peste cămașa altarului,  confecționat dintr-un material „cât se poate de scump, fin, luminos și strălucitor”, deoarece are rolul de a simboliza lumina și mărirea de care a fost înconjurat Isus Hristos la învierea sa din morți.